# Bonner Springs, Kansas
Bonner Springs là một thành phố thuộc quận Wyandotte, tiểu bang Kansas, Hoa Kỳ. Năm 2010, dân số của xã này là 7314 người.

## Dân số
Dân số các năm:
- Năm 2000: 6768 người
- Năm 2010: 7314 người